# 헬렌 프리먼

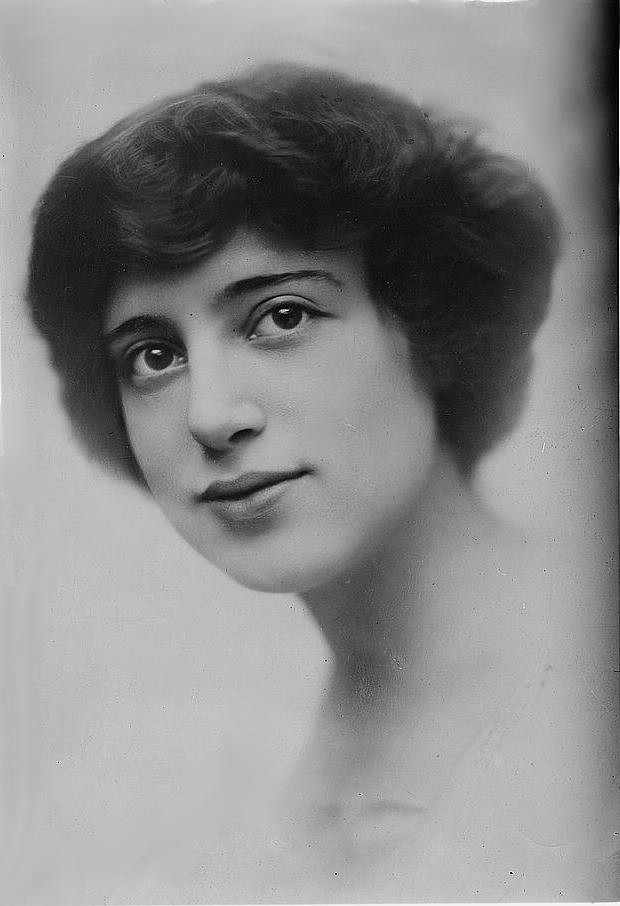

헬렌 프리먼(Helen Freeman, 1886년 8월 3일 ~ 1960년 12월 25일)은 미국의 배우, 영화배우이다.
세인트루이스에서 태어났으며 로스앤젤레스에서 사망하였다.

## 영화
- Monsieur Beaucaire (1946년)
- 헤븐리 바디 (1944년)
- 다우팅 토머스 (1935년) - 미시즈 쉐파드 역
- 황무지 (1935년)
- 새디 맥키 (1934년)
- 패션스 오브 1934 (1934년)
- 닥터 불 (1933년)
- 래스퓨틴 앤 더 엠프리스 (1932년)